# Numbers (kalkylprogram)
Numbers är ett kalkylprogram från Apple som ingår i kontorspaketet iWork.
Programmet är en konkurrent till Microsoft Excel. En viktig skillnad i användargränssnittet är att tabeller och diagram alltid placeras i separata rutor på en sida, vilket gör det lätt att skapa en attraktiv layout. Programmet kan importera och exportera Excel-filer, men saknar vissa sällan använda funktioner i Excel.